# Camiña
Camiña é uma comuna da província de Tamarugal, localizada na Região de Tarapacá, Chile. Possui uma área de 2.200,2 km² e uma população de 1.275 habitantes (2002)